# Contea di Hampshire (Virginia Occidentale)
La contea di Hampshire ( in inglese Hampshire County ) è una contea dello Stato della Virginia Occidentale, negli Stati Uniti. La popolazione al censimento del 2000 era di 20 203 abitanti. Si trova nel panhandle orientale dello stato e il capoluogo di contea è Romney.